# Sceau des Îles Mariannes du Nord
 (août 2009).
Si vous disposez d'ouvrages ou d'articles de référence ou si vous connaissez des sites web de qualité traitant du thème abordé ici, merci de compléter l'article en donnant les références utiles à sa vérifiabilité et en les liant à la section « Notes et références ».
Le sceau des Îles Mariannes du Nord s'inspire de celui de l'ONU. Le fond est bleu, surchargé d'une étoile blanche et d'une pierre de latte, matériau de base des maisons du peuple indigène Chamorro,.
Le collier de fleur ou lei fut ajouté en 1981, afin de souligner les liens des îles avec leur histoire.